# Stone Mountain Park
Stone Mountain Park är en park i Kanada.   Den ligger i provinsen British Columbia, i den centrala delen av landet, 3 600 km väster om huvudstaden Ottawa. Stone Mountain Park ligger 1 425 meter över havet.
Terrängen runt Stone Mountain Park är kuperad norrut, men söderut är den bergig. Stone Mountain Park ligger nere i en dal. Trakten runt Stone Mountain Park är nära nog obefolkad, med mindre än två invånare per kvadratkilometer.. Det finns inga samhällen i närheten. 
Trakten runt Stone Mountain Park består i huvudsak av gräsmarker.